# Gyrodactylus branchius
Gyrodactylus branchius är en plattmaskart. Gyrodactylus branchius ingår i släktet Gyrodactylus och familjen Gyrodactylidae. Inga underarter finns listade i Catalogue of Life.